# Joseph von Frank
Freiherr Joseph von Frank (* 2. November 1773 in Amberg; † 5. April 1824 in Regensburg) war ein deutscher Gutsbesitzer und Politiker.

## Leben
Joseph von Frank war Gutsbesitzer von Hohenkemnath, königlicher Kämmerer und Kreis-Regierungsrat in Regensburg.
In der Zeit von 1819 bis 1822 war er für den Regenkreis in der Kammer der Abgeordneten im Bayerischen Parlament vertreten und gehörte seit dem 6. Februar 1819 dem I. Ausschuss für die Gesetzgebung und seit dem 23. Januar 1822 dem I. Ausschuss für die Gegenstände der Gesetzgebung an.